# Dovška Baba
Dovška Baba (nemško Frauenkogel) je 1.891 m visoka gora v Zahodnih Karavankah na avstrijsko – slovenski meji. Z zahodneje ležečo Kepo jo veže Sedlo Mlinca (1.581 m), proti kateremu se spušča s kratkim strmim preperelim ostenjem. Isti obraz kaže proti severu, kamor pada v dno Rdečice in Medjega dola, na vzhodni strani pa se prek grebenskega podaljška Hruškega vrha (1.776 m) spušča na Sedlo Rožca (1.587 m), katero jo veže s skupino Golice. Na njenem južnem pobočju se nahaja obsežna Planina Dovška Rožca. Poleg te se v bližini nahajata še Hruška planina na slovenski strani in Planina Rožca na avstrijski strani, obe pod Hruškim vrhom. 
Skoznjo potekata dva karavanška predora, ki povezujeta Avstrijo s Slovenijo: Avtocestni predor na avtocesti A2 v dolžini 7.864 m in železniški predor v dolžini 7.976 m.

## Izhodišča
- Rož (Koroška)
- Dovje (Kranjska Gora)

## Dostopi
- 3h: z Dovjega, mimo Belih peči,
- 3h: z Dovjega, skozi Mlinco,
- 4h: iz Podrožce, mimo planine Rožce.